# Egidio Feruglio (ciclista)
Egidio Feruglio (Feletto Umberto di Tavagnacco, 6 gennaio 1921 – Udine, 2 luglio 1981) è stato un ciclista su strada italiano, professionista dal 1946 al 1950.

## Carriera
Professionista dal 1946 al 1950 con i colori della bassanese Wilier Triestina, ebbe modo di disputare sia il Giro d'Italia che il Tour de France (quest'ultimo con la Nazionale italiana), ma non ottenne piazzamenti di rilievo nelle due grandi corse a tappe.
Per quanto concerne le prove italiane, nel 1946 vinse il Giro dell'Emilia dilettanti in sei tappe e fu terzo al Giro dell'Appennino; l'anno dopo fu terzo alla Milano-Torino, secondo al Giro dell'Appennino e terzo alla Coppa Bernocchi. Nel 1948 concluse quindi quinto al Giro di Romagna e al Giro del Veneto, settimo al Giro dell'Appennino e nono al Giro di Toscana e alla Coppa Bernocchi. Nel 1950 fu infine quinto al Giro di Toscana.

## Palmarès
- 1939 (dilettanti)

Circuito delle Tre Valli Udinesi
- 1940 (dilettanti)

Gran Premio dell'Industria di Trieste
Schio-Ossario del Pasubio
- 1941 (dilettanti)

Coppa Città di San Daniele
- 1946 (V.C. Bassano)

Classifica generale Giro dell'Emilia dilettanti
Coppa Del Din
- 1947 (Wilier Triestina)

Coppa Città di San Daniele

## Piazzamenti

### Grandi Giri
- Giro d'Italia

1946: 37º
1947: 27º
1948: 16º
1950: 61º
- Tour de France

1947: 37º
1948: 41º

### Classiche monumento
- Milano-Sanremo

1947: 27º
1948: 34º
Giro di Lombardia
1946: 21º
1947: 12º
1948: 19º